# Oberes Lahntal

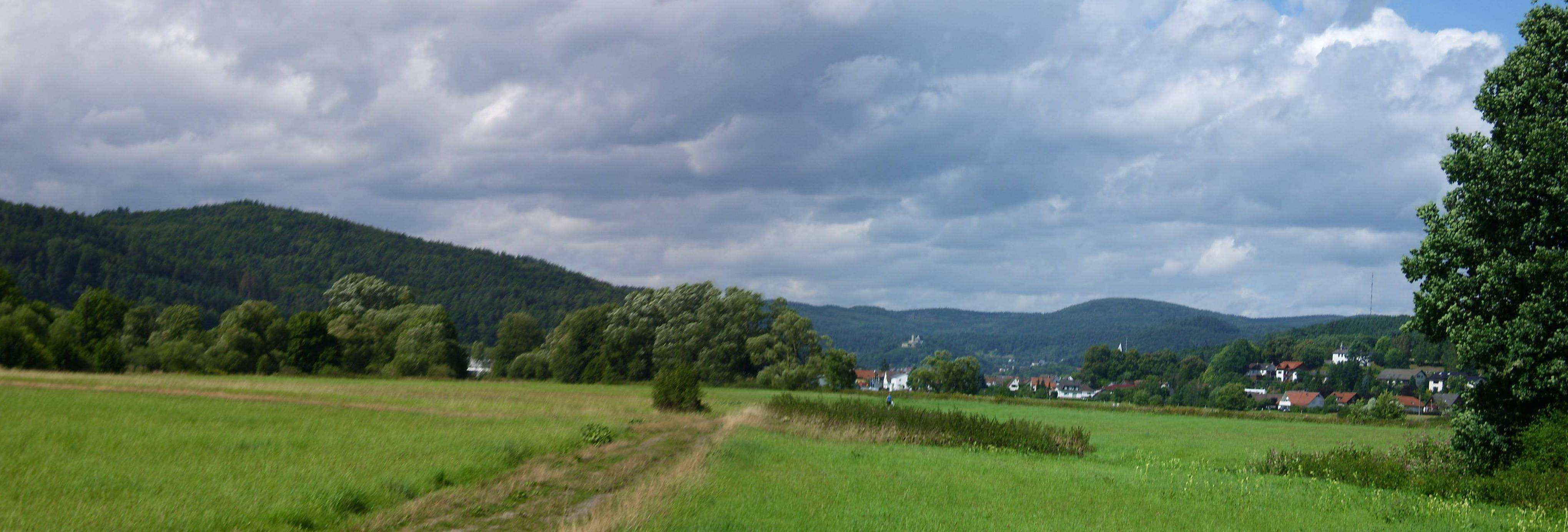
Das Obere Lahntal bei Biedenkopf mit der 631 m hohen Hainpracht (rechts des Schlosses), einem Ausläufer der 674 m hohen Sackpfeife (rechts im Hintergrund, Antenne) sowie den Ostausläufern des 561 m hohen Schwarzenberges (links)

Das Obere Lahntal ist ein Naturraum im äußersten Norden des Gladenbacher Berglandes am Oberlauf der Lahn zwischen Bad Laasphe (Kreis Siegen-Wittgenstein, Nordrhein-Westfalen) und Lahntal-Caldern (Landkreis Marburg-Biedenkopf, Hessen). Es umfasst auch das nach Süden abzweigende Nebental der Dautphe.
Das Obere Lahntal ist die nördliche Nahtstelle des Gladenbacher Berglandes zu den Ausläufern des Rothaargebirges (Wittgensteiner Bergland und Sackpfeife nebst Vorhöhen).

## Orte
Im Oberen Lahntal liegen, lahnabwärts (von West nach Ost) gesehen, folgende Ortschaften (Unter-Ortsteile kursiv):

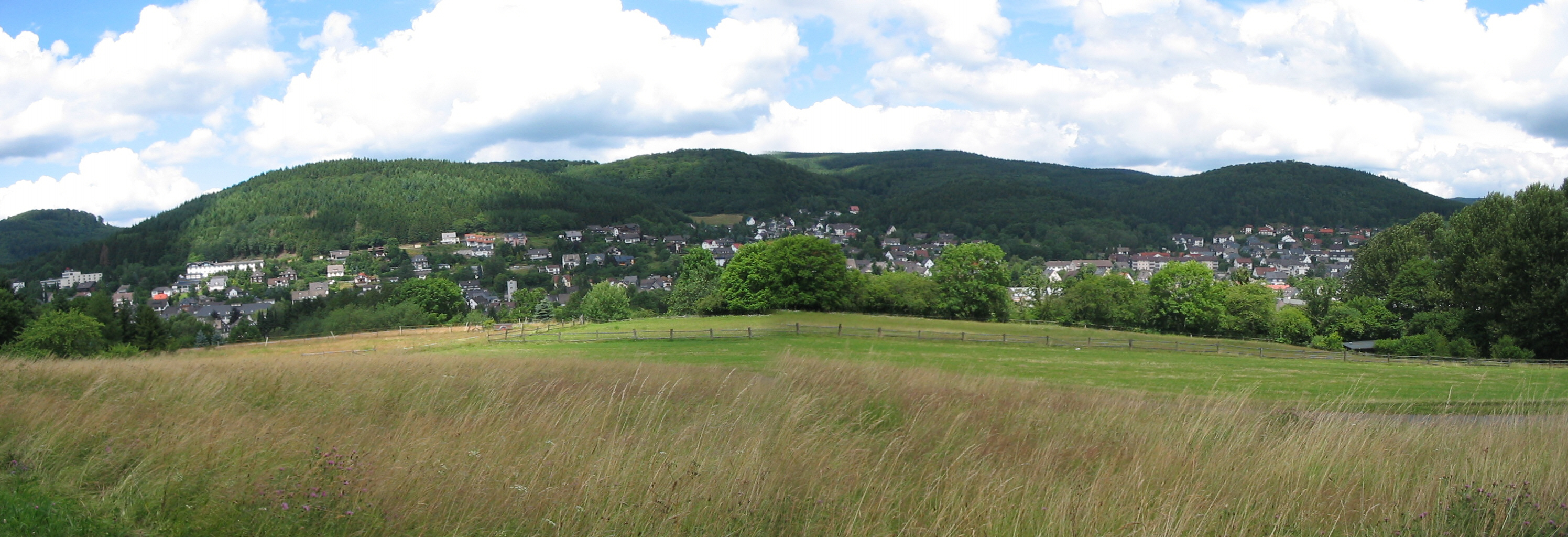
Bad Laasphe

- Bad LaaspheBad Laasphe
  - Kernstadt
  - Niederlaasphe
  - Amalienhütte
- Biedenkopf
  - Breidenstein
  - Wallau
  - Ludwigshütte
  - Kernstadt
  - Eckelshausen
  - Kombach
- Dautphetal
  - Wolfgruben
  - Wilhelmshütte
  - DautpheDautphe

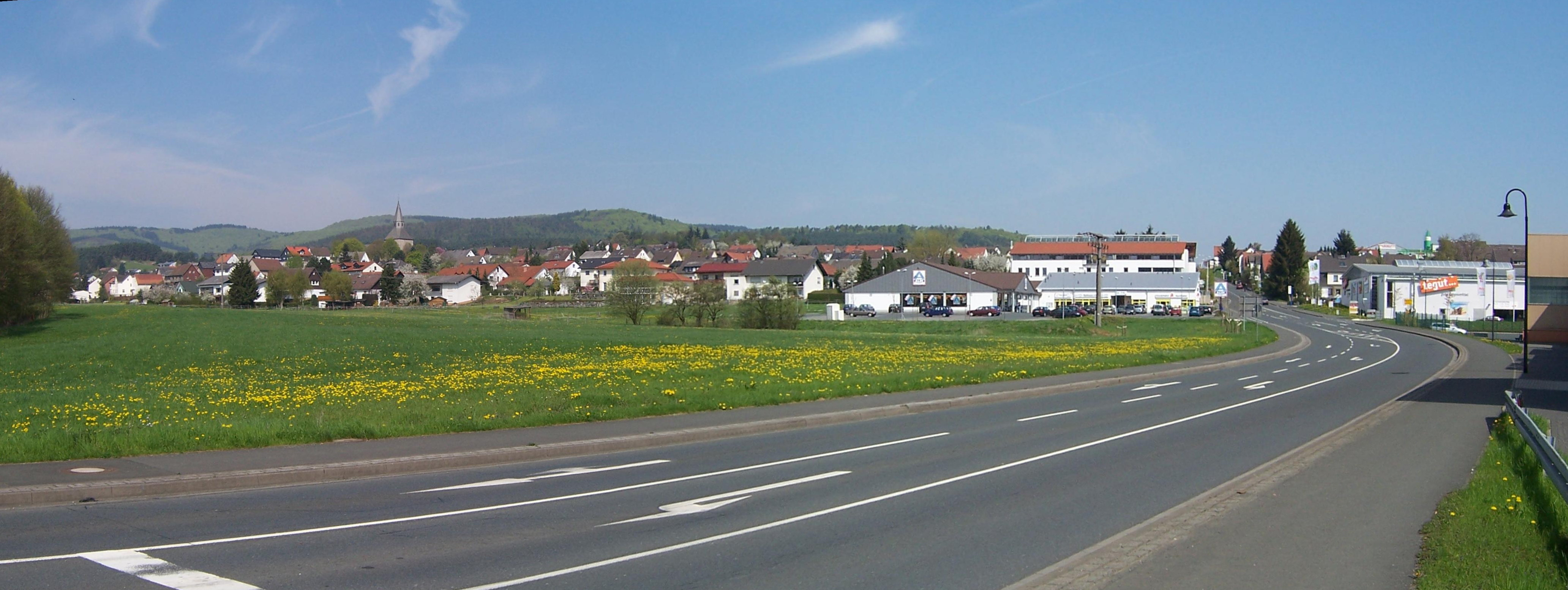
Dautphe

  - Nebental der Dautphe flussabwärts (von Süd nach Nord):
    - Holzhausen (südwestliche Nahtstelle zu den Bottenhorner Hochflächen)
    - Herzhausen (südöstliche Nahtstelle zu den Damshäuser Kuppen)
    - Mornshausen
    - Amelose
    - Hommertshausen (knapp jenseits der Nahtstelle zum Breidenbacher Grund)

  - Friedensdorf
  - Carlshütte
  - Buchenau
  - Elmshausen
- LahntalCaldern
  - Brungershausen
  - Kernbach
  - Caldern

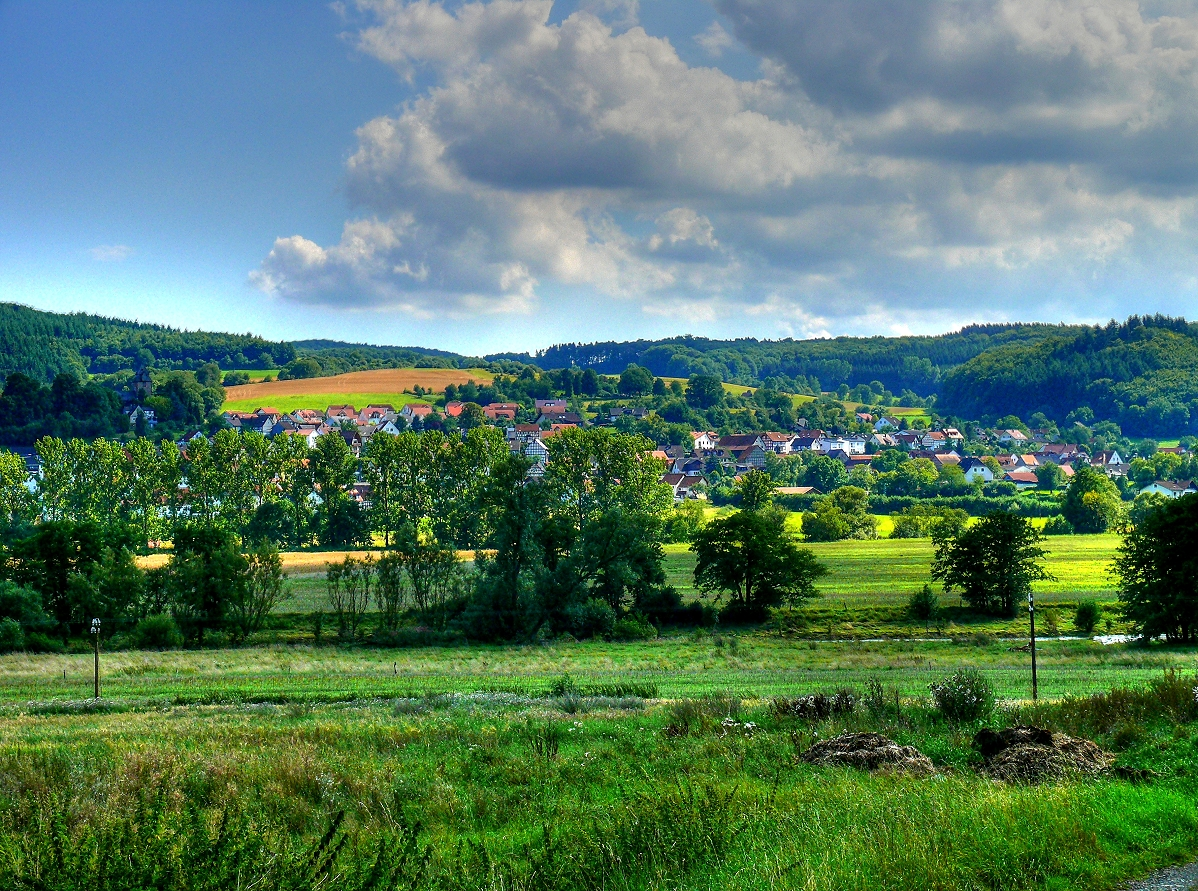
Caldern

Das sich östlich anschließende Sterzhäuser Lahntal wird demgegenüber zu der Haupteinheit 345 (Burgwald) zugerechneten Wetschaft-Senke und damit bereits zum Westhessischen Bergland gezählt.

## Berge, Zuflüsse und Straßen
Das Obere Lahntal an sich verfügt über nur wenige eigenständigen Erhebungen, wird indes von z. T. recht markanten Bergen eingerahmt.
Dem Tal der Lahn folgt die Bundesstraße 62, dem der Dautphe die Bundesstraße 453.

### Südflanke
Im Gladenbacher Bergland rahmen folgende Erhebungen das Obere Lahntal ein (flussabwärts von West nach Ost, Zuflüsse kursiv):
- Breidenbacher Grund
  - Gebrannter Kopf (512 m)
  - Entenberg (535 m)
  - Perf und Bundesstraße 253 nach Breidenbach
  - Schwarzenberg-Massiv (bis 561 m)
    - Mittehardt (526 m)
    - Goßberg (481 m)
    - Großer Kahn (478 m)
    - Hachenberg (552 m)
    - Altenberg (506 m)
    - Martinsbach
    - Thalenberg (426 m)
    - Nimerich (533 m)
    - Beilstein (461 m)
      - Roth (378 m, innerhalb des Naturraumes)

    - Weißenberg (gut 480 m)

  - Weißebach (zur Dautphe) und Kreisstraße 39 nach Silberg
  - Hain (358 m, innerhalb des Naturraumes)
  - Fortbach (zur Dautphe) und Landesstraße 3042 nach Niedereisenhausen
  - Hundsrück (346 m, innerhalb des Naturraumes)
- Bottenhorner Hochflächen
  - Burgberg (432 m)
  - Eisenköpfe (498 m)
  - Bolzebach (zur Dautphe)
  - Bolzeberg (520 m)
  - Schlossberg (gut 540 m)
  - Hilsberg (526 m)
  - Dautphe
  - Hünstein (504 m, nördlicher Vor-Gipfel des 552 m hohen Daubhaus)
- Damshäuser KuppenDas Obere Lahntal im Zuflussgebiet der Dautphe mit den nordwestlichen Damshäuser Kuppen (vrnl) Hornberg (451 m), Schweinskopf (473 m, teils verdeckt), Eichelhardt (465 m), Kronenberg (456 m), Hohe Höll (481 m) und Kappe (494 m, teils verdeckt)
  - Bundesstraße 453
  - Dusenberg (457 m)
  - Kaltenbach (zur Dautphe)
  - Schweinskopf (473 m)
  - Kellerbach (zur Dautphe)
  - Hornberg (451 m)
  - Eichelhardt (465 m)

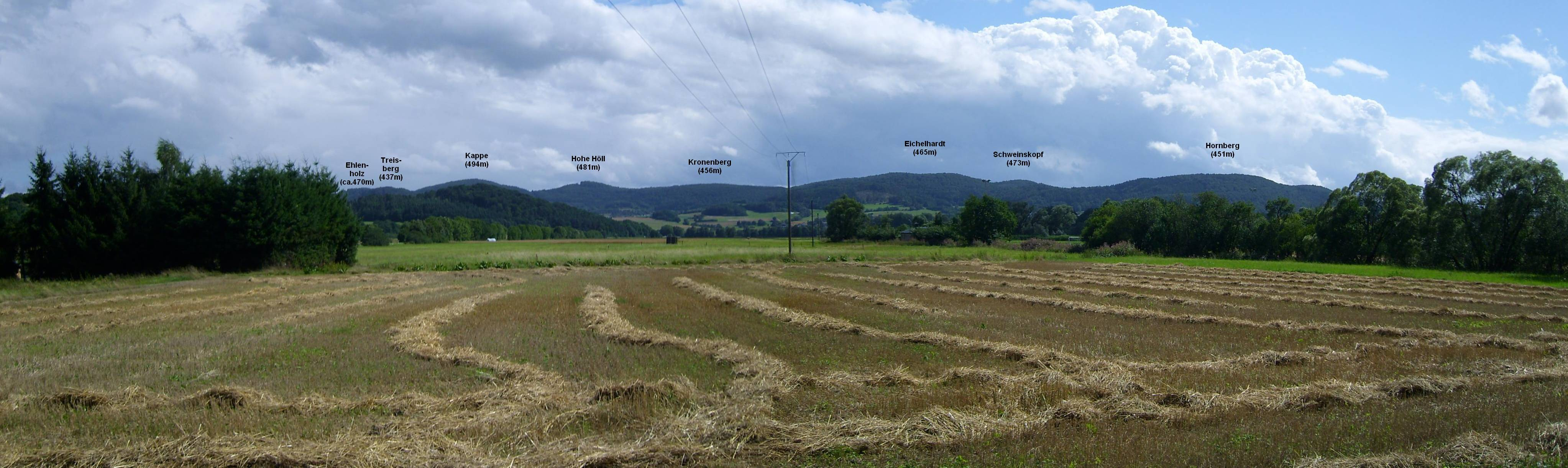
Das Obere Lahntal im Zuflussgebiet der Dautphe mit den nordwestlichen Damshäuser Kuppen (vrnl) Hornberg (451 m), Schweinskopf (473 m, teils verdeckt), Eichelhardt (465 m), Kronenberg (456 m), Hohe Höll (481 m) und Kappe (494 m, teils verdeckt)

  - Allbach; Kreisstraße 73 nach Damshausen
  - Kronenberg (456 m)
  - Kappe (494 m)
    - Treisberg (437 m)
      - Hohenfels (404 m)

  - Roßberg (425 m)
    - Rückspiegel (338 m)

  - Kernbach
  - Rimberg (498 m)
    - Feiselberg (413 m)
    - Erlenbach
    - Störner (412 m)

  - Landesstraße 3288 nach Dilschhausen
  - Hungert (412 m)
  - Feiselberg (412 m)

### Nordflanke
Im Rothaargebirge und seiner Ostabdachung rahmen folgende Erhebungen das Obere Lahntal ein (flussabwärts von West nach Ost, Zuflüsse kursiv - Achtung: Die ersten aufgeführten Erhebungen sind südlich der Lahn!):
- Wittgensteiner Bergland
  - Gennernbach und Kreisstraße 36 nach Hesselbach
  - Großer Ahlertsberg (645 m)
    - Wartholzkopf (620 m)

  - Banfe und Landesstraße 718 nach Banfe
  - Teichenkopf (499 m)
  - Lahn und Bundesstraße 62
  - Alte Burg (553 m)
    - Schlossberg Wittgenstein (470 m)

  - Laasphe und Kreisstraße 718 nach Sassenhausen
  - Neuntel (593 m) - südlicher Ableger des Stein (644 m)
    - Teufelskanzel (516 m)
      - Fang (466 m)

    - Rote Hardt (477 m)

  - Puderbach und Landesstraße 903 nach Puderbach
- Sackpfeife
  - Südliche Vor-Nebengipfel der Puderburg (619 m)
  - Hainbach
  - Südliche vor-Gipfel des Buchholz (643 m)
  - Weifenbach und Kreisstraße 109 nach Weifenbach
  - Hainpracht (631 m)
    - Lausberg (551 m)
      - Kleeberg (544 bzw. 451 m)

  - Hainbach und Bundesstraße 253 nach Eifa
  - Eckeseite (501 m)
  - Großer Eschenberg (464 m)
    - Schlossberg Biedenkopf (386 m)
- Sackpfeifen-Vorhöhen
  - Fließbach (501 m)
    - Frauenberg (398 m)
    - Hainseifenkopf (400 m)

  - Mußbach
  - Schwanert (521 m)
    - Schnakenberg (427 m)

  - Kreisstraße 16 nach Katzenbach
  - Hirschstein (391 m)
  - Ochsenberg (391 m)
  - Vorderer Stöffel (366 m)
  - Ellenbach
  - Ellenberg (439 m)
  - Wollenspeiert (464 m)
  - Bundenberg (385 m)
  - Lauterbach
  - Homberg (460 m)
  - Landesstraße 3092 nach Warzenbach
  - Wollenberg (474 m)